# Радж Пател
Радж Пател (англ. Raj Patel; 1972, Лондон) — народився у Великій Британії, американський учений, академік, журналіст, активіст боротьби за права людини, письменник, тривалий період жив у Зімбабве, Південній Африці й Сполучених Штатах. Здобув популярність завдяки публікації в 2008 році своєї книги «Ситі і голодні: Таємна боротьба за світову продовольчу систему». Його нова книга «Цінність нічого» опинилася в списку бестселерів «Нью-Йорк Таймс» в лютому 2010 року.

## Біографія
Народився в Лондоні в 1972 році, в індійської родині від матері з Кенії і батька з Фіджі, виріс в північно-західному районі Лондона Голдерс Грін, де його родина володіла невеликою крамницею. Пател отримав ступінь бакалавра філософії і політекономії у Оксфордському університеті, магістратуру закінчив у Лондонській школі економіки, ступінь PhD соціології розвитку отримав у Корнельському університеті США у 2002 році. Відвідував заняття в Єльському університеті і Каліфорнійському університеті в Берклі. Академічну практику Радж Пател проходив у Світовому банку, в Всесвітньої торгової організації (СОТ) і ООН. З того часу він рішуче критикує всі ці організації і каже, що, виступаючи проти них, не раз піддавався атакам сльозогінним газом на чотирьох континентах. У 1999 році Пател був одним з багатьох організаторів гучних громадських виступів проти СОТ у Сієтлі, організував підтримку руху «Продовольчий суверенітет».
Пізніше він активно працював у Зімбабве і Південній Африці. Режим Мугабе відмовив Радж Пателу в продовженні візи за його політичні симпатії демократичним рухам. Через свою діяльність «продовольство для всіх» він пов'язаний з міжнародним рухом селян Віа Кампесина, а через роботу для міської бідноти пов'язаний з африканськими рухами «Абахлали басеМжендоло» і «Безземельні люди». Він опублікував безліч критичних статей прополітичних і псевдонаукових методів Світового банку та був співредактором, з Крістофером Бруком, лівого онлайн журналу «Голос Черепахи». Він продовжує викладати в Центрі вивчення Африки Каліфорнійського університету в Берклі, є членом «Інституту продовольства та політики розвитку» (англ. Food First) Окленді (Каліфорнія), а також співпрацює з «Інститутом розвитку» Південній Африці.
У 2007 році Пател був запрошений як основний доповідач на випускній церемонії університету «Абахлали басеМжендоло». Він — адміністратор сайту цієї организации. У 2008 році його запросили виступити з доповіддю про глобальну продовольчу кризу перед «Комітетом Будинку Фінансових Послуг» США.
У 2009 році він приєднався до консультативного правління кампанії «Корпоративна відповідальність за міжнародні цінності» по продовольству.
Радж Пател став громадянином США 7 січня 2010 року.

### «Міжнародна взаємодопомога»
В січні 2010 року після оголошення, яке зробив Бенджамін Крем, головний редактор журналу «Міжнародна взаємодопомога», деякі прихильники  руху «Міжнародна взаємодопомога» (англ. Share International) уклали, що, можливо, Радж Пател — це Майтрея, Всесвітній Вчитель. Сам Радж Пател заперечував, що він Майтрея.

### Політичні погляди
Радж Пател говорив про себе «я не комуніст, а всього лише людина, вільний від упереджень». Будучи лібертарним соціалістом і прихильником прямої демократії, має «дуже сильні анархістські симпатії».

## Книжки Р. Патела
- Цінність нічого. (російський переклад 2012)[4]
- Голоси бідних. Нас хтось чує?
- Земля обітована. Конкурентні погляди на аграрну політику.
- Голодні бунти! Криза і жага справедливості (2009)
- Ситі і голодні. Таємна боротьба за світову продовольчу систему (2008)

## Наукові праці
- Короткий Політичний Курс в Університеті Abahlali baseMjondolo [Архівовано 3 березня 2016 у Wayback Machine.]
- Вибрані питання землеробства: Методологічне обговорення Abahlali baseMjondolo з Рухом безземельних селян. Durban, 2007 [Архівовано 26 липня 2011 у Wayback Machine.]

## Журналістика
- Список статей Радж Патела, які можна скачати он-лайн [Архівовано 9 травня 2015 у Wayback Machine.]
- "Р. Пател." Може планета прогодувати 10 мільярдів людей? [Архівовано 17 серпня 2012 у Wayback Machine.]

## Телевізійні інтерв'ю та дебати з Радж Пателом
- Інтерв'ю Радж Патела про голодні бунти на телепередачі «Демократія зараз», 8 квітня 2008 року [Архівовано 1 травня 2015 у Wayback Machine.]
- Радж Пател на Національному громадському радіо, 18 травня 2008 року
- Радж Пател, в інтерв'ю «Нью-Йорк Таймс», 3 червня 2008 року [Архівовано 23 жовтня 2014 у Wayback Machine.]
- Відео (аудіо) інтерв'ю/обговорення з Радж Пателом Меган Макардл на Bloggingheads.tv [Архівовано 1 вересня 2011 у Wayback Machine.]
- Телевізійний форум, дискусія з Радж Пателом про його книзі «Ситі і голодні»
- Свобода вибору — це міф (інтерв'ю) [Архівовано 5 березня 2016 у Wayback Machine.]
- Про важку кризу в США, листопад 2009 [Архівовано 1 травня 2015 у Wayback Machine.]
- Телепередача «Демократія зараз», 12 січня 2010 року [Архівовано 4 травня 2015 у Wayback Machine.]
- Радж Пател на телешоу "The Colbert Report" в США 12 січня 2010 року [Архівовано 21 лютого 2014 у Wayback Machine.]
- Інтерв'ю для телепередачі «Ранкова кава» MSNBC, 13 січня 2010 року [Архівовано 2 лютого 2004 у Wayback Machine.]
- Емі Гудман розмовляє з Радж Пателом і Наомі Клеін, 13 січня 2010 року[недоступне посилання з квітня 2019]
- Інтерв'ю на Tavis Smiley, 25 січня 2010 року [Архівовано 3 грудня 2010 у Wayback Machine.]
- Обговорення книги «Цінність нічого» KRON Новини, 31 січня 2010 року
- Дебати в публічній бібліотеці Торонто, 1 лютого 2010 року
- Радж Пател говорить про систему вільного ринку на телепередачі Година Сі-бі-сі, 5 лютого 2010 року [Архівовано 20 січня 2011 у Wayback Machine.]
- it-s-not-buddha---raj-patel Телефонне інтерв'ю на телешоу "The Colbert Report": Радж Пател, ви Месія? 15 березня 2010 року
- Телеінтерв'ю UCF: Глобальні Перспективи продовольства, 23 березня 2010 року [Архівовано 12 лютого 2021 у Wayback Machine.]
- Інтерв'ю по Радіо Treehugger, 13 травня 2010 року [Архівовано 12 вересня 2011 у Wayback Machine.]
- SlowTV, на Фестивалі Сіднейських письменників, 23 травня 2010 року [Архівовано 26 січня 2013 у Wayback Machine.]
- Сніданок з Фран Келлай, Національне Радіо ABC, 24 травня 2010 року [Архівовано 26 травня 2010 у Wayback Machine.]
- Битва за Світову продовольчу Систему, телеінтерв'ю, 3 червня 2010 року [Архівовано 25 березня 2015 у Wayback Machine.]
- Радж Пател, інтерв'ю: як Південна Африка розправилася з бідними [Архівовано 1 травня 2015 у Wayback Machine.] // «Демократія Зараз!», 11 червня 2010 року